# Tổng cục Tên lửa
Tổng cục Tên lửa (tiếng Hàn Quốc: 미싸일총국) là đơn vị đặc biệt của Triều Tiên giám sát việc phát triển tên lửa cho Quân đội Nhân dân Triều Tiên (KPA).